# František Cejnar
František Cejnar (12. října 1890 Hrádek nad Nisou - 30. září 1950 Praha) byl československý fotbalový rozhodčí.

## Život
Narodil se Františce Křenské. Otec František Cejnar, zaměstnanec celní stráže, syna legitimizoval po sňatku v roce 1891. V roce 1898 se rodina přestěhovala do Prahy, kde vystudoval gymnázium v Truhlářské ulici. Měl dva mladší bratry a jednu mladší sestru.
V roce 1906 založil s dalšími Žižkovský SK, od roku 1907 hrál za studentský Union Žižkov. Po krátké hráčské kariéře se přeorientoval na činnost rozhodčího, po vnitrostátních zápasech poprvé působil jako mezinárodní rozhodčí v roce 1911 v polském Krakově.
V československé lize působil v letech 1925-1935. Řídil celkem 22 ligových utkání. Řídil finále amatérského mistrovství ČSR 1932. Jako mezinárodní rozhodčí v letech 1923-1934 řídil 17 mezistátních utkání. Ve Středoevropském poháru řídil 7 utkání včetně finále v roce 1932. Člen Sboru českých rozhodčích fotbalových již od roku 1912. Od roku 1919 redigoval odborný časopis Fotbalový soudce. Byl vedle Augustina Krista nejvýznamnější osobností mezi rozhodčími meziválečného období.[zdroj⁠?!]
Kariéru rozhodčího ukončil 17. listopadu 1935, kdy ho při zápase SK Kladno–DFC postihl srdeční záchvat a utkání zůstalo nedohráno.

### Poznámka
1. ↑  Zdroj uvádí, že zemřel „v noci na sobotu“. Pokud se tak stalo před půlnocí, mohlo být datum úmrtí pátek 29. září.